# Ти Ви и Новелас (2016)
34º Награди Ти Ви и Новелас (на испански: La XXXIV Entrega de los Premios TVyNovelas) е церемония, на която са наградени най-добрите продукции на компания Телевиса, провела се на 17 април 2016 г. в град Акапулко. С 19 номинации е отличена теленовелата По-скоро мъртва, отколкото Личита, продуцирана от Роси Окампо. Големият победител от церемонията е теленовелата Не ме оставяй, продуцирана от Карлос Морено, със 7 награди. Същата теленовела е наречена „Кралица без корона“, тъй като печелившата продукция в категория Най-добра теленовела е Страст и сила, продуцирана от Хосе Алберто Кастро. Следва да се отбележи, че наградените са избрани от вота на обществото, за разлика от церемониите в периода 2005 – 2015 г., на които специално назначено жури определя победителите. Водещи на церемонията са актьорите Марджори де Соуса и Габриел Сото.
Основните категории на церемонията са: Най-добра теленовела: Страст и сила, Най-добра актриса в главна роля: Маите Перони (По-скоро мъртва, отколкото Личита) и Най-добър актьор в главна роля: Пабло Лиле (Сянката на миналото).

## Обобщение на наградите и номинациите
| Теленовела                        | Номинации | Награди |
| --------------------------------- | --------- | ------- |
| По-скоро мъртва, отколкото Личита | 19        | 3       |
| Сянката на миналото               | 17        | 3       |
| Съседката                         | 14        | 1       |
| Не ме оставяй                     | 14        | 7       |
| Страст и сила                     | 9         | 4       |
| Италианската булка                | 8         | 1       |
| Квартална любов                   | 7         | 0       |
| Любовни капани                    | 6         | 0       |
| Нека Бог ти прости                | 5         | 1       |
| Непростимо                        | 4         | 0       |
| До края на света                  | 3         | 0       |

## Наградени и номинирани
| Най-добра теленовела Представено от: Галилеа Монтихо и Диего Оливера | Най-добър сценарий или адаптация Предстанено от: Марджори де Соуса и Габриел Сото |
| --- | --- |
| - Страст и сила – (Хосе Алберто Кастро) - По-скоро мъртва, отколкото Личита – (Роси Окампо) - Не ме оставяй – (Карлос Морено) - Сянката на миналото – (МаПат) - Съседката – (Лусеро Суарес) - Италианската булка – (Педро Дамян)                                                     | - Марта Карийо и Кристина Гарсия – (Не ме оставяй) - Антонио Абаскал – (Сянката на миналото) - Едуин Валенсия, Лусеро Суарес, Кармен Сепулведа и Луис Рейносо – (Съседката) - Мария Сервантес Балмори, Луис Мариани, Марио Иван Санчес, Мариана Палос и Росио Лара – (Италианската булка) - Педро Армандо Родригес, Алехандра Ромеро Меса, Умберто Роблес и Ектор Валдес – (По-скоро мъртва, отколкото Личита) |
| Най-добра актриса в главна роля Представено от: Себастиан Рули | Най-добър актьор в главна роля Представено от: Анжелик Бойер |
| - Маите Перони – (По-скоро мъртва, отколкото Личита) - Есмералда Пиментел – (Съседката) - Ливия Брито – (Италианската булка) - Мишел Рено – (Сянката на миналото) - Сурия Вега – (Нека Бог ти прости)                                                                                | - Пабло Лиле – (Сянката на миналото) - Арат де ла Торе – (По-скоро мъртва, отколкото Личита) - Хорхе Салинас – (Страст и сила) - Хуан Диего Коварубиас – (Съседката) - Освалдо Бенавидес – (Не ме оставяй) |
| Най-добра актриса в отрицателна роля Представено от: Шантал Андере и Хесус Очоа | Най-добър актьор в отрицателна роля Представено от: Андреа Легарета |
| - Лаура Кармине – (Не ме оставяй) - Алехандра Барос – (Сянката на миналото) - Гретел Валдес – (Непростимо) - Ингрид Марц – (По-скоро мъртва, отколкото Личита) - Марисол дел Олмо – (Квартална любов)                                                                                | - Фернандо Колунга – (Страст и сила) - Алехандро Авила – (Нека Бог ти прости) - Алексис Аяла – (Сянката на миналото) - Едуардо Сантамарина – (По-скоро мъртва, отколкото Личита) - Хулиан Хил – (До края на света) |
| Най-добра първа актриса Представено от: Марибел Гуардия и Рене Касадос | Най-добър пръв актьор Представено от: Сусана Гонсалес и Хорхе Салинас |
| - Летисия Калдерон – (Не ме оставяй) - Ана Берта Еспин – (Нека Бог ти прости) - Синтия Клитбо – (Сянката на миналото) - Исела Вега – (Италианската булка) - Силвия Паскел – (По-скоро мъртва, отколкото Личита)                                                                      | - Артуро Пениче – (Не ме оставяй) - Карлос Брачо – (Съседката) - Игнасио Лопес Тарсо – (Любовни капани) - Луис Баярдо – (Страст и сила) - Мануел „Флако“ Ибаниес – (По-скоро мъртва, отколкото Личита) |
| Най-добра актриса в поддържаща роля Представено от: Марлене Фавела и Хулиан Хил | Най-добър актьор в поддържаща роля Представено от: Сурия Вега и Давид Сепеда |
| - Сусана Гонсалес – (Сянката на миналото) - Алехандра Гарсия – (Квартална любов) - Сесилия Габриела – (Не ме оставяй) - Шантал Андере – (По-скоро мъртва, отколкото Личита) - Клаудия Рамирес – (Непростимо)                                                                         | - Хосе Пабло Минор – (Страст и сила) - Алехандро Ибара – (Съседката) - Диего Оливера – (До края на света) - Освалдо де Леон – (Непростимо) - Пабло Валентин – (По-скоро мъртва, отколкото Личита) |
| Най-добра млада актриса Представено от: Ливия Брито и Пабло Лиле | Най-добър млад актьор Представено от: Маите Перони и Хуан Диего Коварубиас |
| - Уенди Гонсалес – (По-скоро мъртва, отколкото Личита) - Алехандра Гарсия – (Нека Бог ти прости) - Габриела Карийо – (Квартална любов) - Скарлет Дергал – (Любовни капани) - Телма Мадригал – (Сянката на миналото)                                                                  | - Брандон Пениче – (Нека Бог ти прости) - Алфонсо Досал – (Не ме оставяй) - Алфредо Гатика – (Съседката) - Диего де Ерисе – (Сянката на миналото) - Паул Станлей – (Квартална любов) |
| Най-добра актриса във второстепенна роля Представено от: Елисабет Алварес и Фердинандо Валенсия | Най-добър актьор във второстепенна роля Представено от: Алехандра Барос и Раул Араиса |
| - Фабиола Гуахардо – (Страст и сила) - Беатрис Морено – (Сянката на миналото) - Джесика Коч – (Квартална любов) - Лус Елена Гонсалес – (По-скоро мъртва, отколкото Личита) - Ракел Гарса – (Италианската булка)                                                                      | - Пиер Анхело – (Съседката) - Алехандро Томаси – (До края на света) - Мануел „Флако“ Ибаниес – (Сянката на миналото) - Мануел Ландета – (Квартална любов) - Рикардо Фастличт – (По-скоро мъртва, отколкото Личита) |
| Най-добро женско откритие Представено от: Есмералда Пиментел и Брандон Пениче | Най-добро мъжко откритие Представено от: Мишел Рено и Агустин Арана |
| - Ела Велден – (Италианската булка) - Ана Паула Мартинес – (По-скоро мъртва, отколкото Личита) - Едса Рамирес – (Съседката) - Ирина Баева – (Страст и сила) - Джесика Декоте – (Любовни капани)                                                                                      | - Хосе Карлос Фарета – (Сянката на миналото) - Алдо Гера – (Любовни капани) - Данило Карера – (Страст и сила) - Игнасио Касано – (Не ме оставяй) - Хосе Мануел Лечуга – (Съседката) |
| Най-добър оператор Представено от: Марджори де Соуса и Габриел Сото | Най-добър режисьор Представено от: Фабиола Гуахардо и Арат де ла Торе |
| - Алехандро Фрутос Маса и Хорхе Амая Родригес – (Не ме оставяй) - Бернандро Нахера и Виктор Сото – (Съседката) - Даниел Ферер и Алехандро Алварес – (По-скоро мъртва, отколкото Личита) - Марко Винисио – (Сянката на миналото) - Вивиан Санчес – (Италианската булка)               | - Лили Гарса и Фернандо Несме – (Не ме оставяй) - Бенхамин Кан и Родриго Сунбос – (По-скоро мъртва, отколкото Личита) - Клаудия Елиса Агилар и Хуан Пабло Бланко – (Съседката) - Хосе Елиас Морено – (Сянката на миналото) - Хуан Карлос Муньос и Луис Пардо – (Италианската булка) |
| Най-добър екип Представено от: Дана Гарсия и Андрес Паласиос | Най-добра мултиплатформа Представено от: Марджори де Соуса и Габриел Сото |
| - Страст и сила - По-скоро мъртва, отколкото Личита - Не ме оставяй - Сянката на миналото - Съседката | - По-скоро мъртва, отколкото Личита - Квартална любов - Любовни капани - Не ме оставяй |
| Най-добра музикална тема Представено от: Джей Балвин и Jesse & Joy | |
| - „A que no me dejas“ от Алехандро Санс – (Не ме оставяй) - „La trampa“ от Йоан Себастиан – (Любовни капани) - „La vecina“ от Анхелес Асулес – (Съседката) - „Si alguna vez“ от Талия – (По-скоро мъртва, отколкото Личита) - „Te prometí“ от Мануел Михарес – (Сянката на миналото) | |

### Други
| Най-добро развлекателно предаване Представено от: Синтия Клитбо и Рене Стриклер | Най-добро ограничено предаване Представено от: Марисол Гонсалес и Мане де ла Пара |
| ------------------------------------------------------------------------------- | --------------------------------------------------------------------------------- |
| - Como dice el dicho - Розата на Гуадалупе - Laura                              | - Esta cañón - Amordidas - Miembros al aire - MoJoe - Netas divinas               |
| Най-добра конкурсна програма Представено от: Марджори де Соуса и Габриел Сото   | Най-добра забавна програма Представено от: Лус Елена Гонсалес и Ектор Сандарти    |
| - Parodiando: Noches de traje - Me pongo de Pie - Recuerda y gana               | - Hoy - Adal „El Show“ - Estrella2 - Sabadazo                                     |
| Най-добра забавна младежка програма Представено от: Фей и Лени де ла Роса       |                                                                                   |
| - Me caigo de risa - Diablito show - Turnocturno - Vas con todo - Zona Ruda     |                                                                                   |

## Специални награди
През 2016 г. настъпват промени в категорията „Любимци на публиката“, наричана вече Millennials. По време на церемонията зрителите гласуват за своя фаворит. Подкатегориите и победителите от тях са:
- Най-лоша:
  - Гретел Валдес 42% – Непростимо
  - Ингрид Марц 36% – По-скоро мъртва, отколкото Личита
  - Джесика Коч 22% – Квартална любов
- Най-горещ актьор:
  - Фернандо Колунга 70% – Страст и сила
  - Марк Тачер 16% – Нека Бог ти прости
  - Арат де ла Торе 14% – По-скоро мъртва, отколкото Личита
- Най-добър шамар:
  - Ингрид Марц и Маите Перони 40% – По-скоро мъртва, отколкото Личита
  - Фернандо Колунга и Хосе Пабло Минор 35% – Страст и сила
  - Лисет и Сусана Гонсалес 25% – Сянката на миналото
- Най-гореща сцена:
  - Марлене Фавела и Хорхе Салинас 55% – Страст и сила
  - Едуардо Яниес и Африка Савала 30% – Любовни капани
  - Виктория Камачо и Алехандро Нонес 15% – Страст и сила
- Най-фалшива сцена:
  - Марджори де Соуса 38% – До края на света
  - Давид Сепеда 32% – До края на света
  - Пиер Анхело 20% – Съседката
  - Еди Вилард 10% – По-скоро мъртва, отколкото Личита
- Най-добра борба:
  - Давид Сепеда и Хулиан Хил 64% – До края на света
  - Марк Тачер сцена в затвора 19% – Нека Бог ти прости
  - Лисардо сцена в къщата 17% – Квартална любов

## Изпълнения
- Алехандро Санс и Jesse & Joy – „No soy una de esas“
- Алехандро Санс – „Un zombie a la intemperie“
- Емануел и Михарес – „Corazón de melao“ y „Baño de mujeres“
- Джей Балвин – „Ay vamos“ „Ginza“
- Маите Перони – „Yo te extrañaré“
- Османи Гарсия – „El taxi“